# Pellegrino di Ortenburg-Sponheim
Pellegrino di Ortenburg-Sponheim, o Pellegrino II di Ortenburg (Cividale?, XII secolo – 1204), è stato un patriarca cattolico italiano nel patriarcato di Aquileia, dal 1195 al 1204. Sulle sue origini non si hanno notizie certe, ma alcuni studiosi opinano che fosse imparentato con il patriarca Pellegrino di Povo di Beseno di Manzano. Forse suo padre fu Enghelberto III d'Istria.

## Biografia
La sua carriera ecclesiastica lo portò dapprima a diventare preposito del capitolo cividalese ed in seguito vicedomino e arcidiacono della Chiesa di Aquileia.
Divenuto patriarca di Aquileia nel 1195, dovette affrontare continue guerre contro Gorizia, Treviso ed Ezzelino III da Romano; si dovette scontrare anche con la Repubblica di Venezia che ottiene il giuramento di fedeltà dalla città di Pola nel 1195. Nel 1199 accettò che la sua firma apparisse sulla dichiarazione dei principi di Spira.
Sul fronte interno le rivalità fra il Patriarcato ed i conti di Gorizia risultano evidenti nel congresso tenuto a San Quirino nel 1202: Mainardo II, di ritorno dalla terza crociata, uscì dalla lega ghibellina, ottenendo la sovranità sul castello di Gorizia ed il possesso delle terre fino ad allora da lui occupate, giungendo addirittura ad emettere moneta propria.
Sull'altro fronte, egli continuò la guerra contro Treviso, giungendo ad assediare Pordenone (appartenente alla famiglia dei Babenberg che assieme a Treviso, ai conti di Gorizia, Ezzelino II ed i di Prata faceva parte della lega ghibellina), per essere però sconfitto dalle truppe della lega presso Valvasone nel 1201. In un congresso tenutosi a San Quirino, il 27 gennaio od il 13 dicembre 1202 cercarono di mediare la pace fra i due contendenti il fratello Bernardo, il nipote Ulrico II, Leopoldo VI di Babenberg duca d'Austria e Bertoldo IV d'Andechs duca di Merania e marchese d'Istria. Il risultato fu l'uscita di Gorizia dalla lega ghibellina, l'ottenimento della piena sovranità per il castello di Gorizia ed il possesso delle terre fino ad allora occupate. Pellegrino II strinse infine un'alleanza con Venezia contro Treviso, che fu costretta ad accettare la pace.
Nella guerra scoppiata tra Ottone di Brunswich e Filippo di Svevia nel 1198 Pellegrino II si mantiene neutrale.
Dopo pesanti proteste dell'arcivescovo di Salisburgo, possessore delle miniere di argento e relativa zecca di Friesach in Carinzia, circa il fatto che gli stati vicini imitassero le sue monete, la dieta imperiale di Milano proibì nel 1195 la coniazione di monete di quel tipo da parte di terzi. Pellegrino ricorse in appello rivendicando il diritto di battere monete d'argento rilasciato dall'imperatore Corrado II il Salico al patriarca Poppone (datato 11 settembre 1028) che gli storici in seguito sveleranno essere un falso.